# Liste des jardins portant le label Jardin remarquable en Martinique
Cet article recense les jardins possédant le label « jardin remarquable » en Martinique, en France.
Au début 2024, la région compte sept jardins ainsi labellisés.

## Liste
| Jardin                                                                  | Commune        | Année | Coordonnées                  | Photo |
| ----------------------------------------------------------------------- | -------------- | ----- | ---------------------------- | ----- |
| Jardin-zoologique de Martinique - Zoo de Martinique Habitation Latouche | Le Carbet      | 2022  | 14° 42′ 18″ N, 61° 10′ 13″ O |       |
| Jardin de Balata                                                        | Fort-de-France | 2022  | 14° 38′ 24″ N, 61° 04′ 28″ O |       |
| Jardin de l'habitation Clément                                          | Le François    | 2015  | 14° 36′ 13″ N, 60° 54′ 20″ O |       |
| Jardin de l'habitation Saint-Étienne                                    | Gros-Morne     | 2015  | 14° 41′ 32″ N, 61° 00′ 50″ O |       |
| Jardin de la ferme Perrine                                              | Le Lamentin    | 2022  | 14° 35′ 05″ N, 61° 00′ 07″ O |       |
| Domaine d'Émeraude                                                      | Le Morne-Rouge | 2015  | 14° 44′ 58″ N, 61° 06′ 06″ O |       |
| Jardin de l'habitation Céron                                            | Le Prêcheur    | 2015  | 14° 49′ 49″ N, 61° 13′ 30″ O |       |